# Краснохвостая дроздовидная муравейница
Краснохвостая дроздовидная муравейница (лат. Chamaeza ruficauda) — вид воробьиных птиц из семейства муравьеловковых.
Вид распространён в Южной Америке. Встречается на юго-востоке Бразилии и севере Аргентины (провинция Мисьонес). Обитает в тропическом атлантическом лесу.
Птица длиной 19 см, весом 63—125 г. Тело крепкое с короткими закруглёнными крыльями, длинными и сильными ножками и коротким прямым хвостом. Верхняя часть тела коричневого окраса с рыжим оттенком. Крестец красного цвета. Область между клювом и глазами чёрная, образуя маску, подчеркнутую сверху белой бровью. Горло белое. Грудь, брюхо, бока пёстрые, чёрно-белого цвета. Клюв черноватого цвета.
Обитает во влажных лесах с густым подлеском. Держится в одиночку или парами. Большую часть дня проводит на земле, ища пищу, двигаясь достаточно медленно и осторожно, готов скрыться в чаще подлеска при малейшей опасности. Питается насекомыми и другими мелкими беспозвоночными.